# ŠNK Baranja-Belje Beli Manastir
Športski nogometni klub Baranja-Belje Beli Manastir hrvatski je nogometni klub iz Belog Manastira. Trenutačno se natječe u MŽNL Osijek – Vinkovci.

## Povijest
Osnovali su ga baranjski prognanici 25. veljače 1992. (tijekom Domovinskog rata) u Osijeku pod imenom HNK Baranja. Osnivač je bio nogometni djelatnik Đula Špigel, a inicijatori su uz Špigla bila dvojica športskih djelatnika, uz potporu povjerenika Vlade RH za Baranju. Osnovni cilj osnivanja bila je promidžba hrvatske Baranje i postizanje športskih rezultata.
Kasnije je ime promijenjeno u HNK Baranja 92. Predsjedništvo je stvoreno odmah nakon što se donijelo odluku o osnivanju. Prvi predsjednik bio je Marko Kvesić. Za klub su nastupali igrači iz skoro svih baranjskih klubova. Pristupili su svi koji su se našli u progonstvu i bili u vojsci odnosno policiji. Klub se uključio u hrvatska nogometna natjecanja unatoč teškim uvjetima i svakodnevnim granatiranjima Osijeka.
Utakmice su igrane na stadionima i igralištima osječkih klubova NK Osijek, NK Grafičar-Vodovod, NK Metalac, NK Olimpija, NK LIO te u Antunovcu i Višnjevcu.
Prvo je zaigrao u Hrvatskom kupu, a potom i u ligaškim natjecanjima. 
Klub je počeo igrati u trećem rangu: 3. HNL – Istok 1992./93. U tom rangu igrao je i 1993./94., 1994./95. i 1995./96.. Potom je igrao u 2. HNL – Istok 1996./97. i 2. HNL – Istok 1997./98..
Do 1998. godine klub je djelovao u progonstvu i u tom razdoblju postigao nekoliko velikih uspjeha. 
Povratkom u Baranju 1998. godine promijenio je ime u Športski nogometni klub Baranja-Belje, sa sjedištem u Belom Manastiru.

## Vanjske poveznice
- Profil, HNS Semafor